# Stephen Foster
Pour les articles homonymes, voir Foster.
Stephen Foster (4 juillet 1826 – 13 janvier 1864), considéré comme le « père de la musique américaine », fut un auteur de chansons influent aux États-Unis durant le XIXe siècle. Ses chansons, telles que Oh! Susanna, Camptown Races, My Old Kentucky Home, Old Black Joe, Beautiful Dreamer et Old Folks at Home (Swanee River) demeurent populaires même longtemps après leur composition. Mickey Newbury lui dédie son album Lulled By The Moonlight

## Sa jeunesse
Foster est né à Lawrenceville, (faisant maintenant partie de Pittsburgh, Pennsylvanie), il est le plus jeune d'une fratrie de dix enfants issue d'une famille de classe moyenne dont il se rapprochera par la suite, après la chute de son père dans l'alcoolisme. Il passe un mois à l'université mais fait peu d'études musicales. Malgré cela, il compose plusieurs chansons avant l'âge de vingt ans. Sa première chanson, «Open Thy Lattice Love », est écrite quand il avait 18 ans.
Au cours de son adolescence, Stephen Foster est considérablement influencé par deux hommes : Henry Kleber (1816-1897) et Dan Rice (1823-1901). Le premier est un musicien de tradition classique, immigré de Darmstadt ayant ouvert un magasin de musique à Pittsburgh, et qui sera un des rares professeurs de musique de Foster. Le second est un amuseur - clown et musicien qui se grimait en chanteur noir (blackface), faisant des tournées dans les cirques. Ces deux mondes musicaux très différents provoquent une sorte de tension pour le jeune Foster. Bien que respectueux des chansons de salon plus civilisées, lui et ses amis s'installent souvent au piano, écrivant et chantant des minstrel songs la nuit. Par la suite, Foster apprend à mélanger les deux genres pour écrire quelques-unes de ses meilleures œuvres.

## Carrière
En 1846, Foster part pour Cincinnati, dans l'Ohio, et devient comptable dans la compagnie de bateaux à vapeur de son frère. Tandis qu'à Cincinnati, Foster inscrit ses premiers succès, parmi eux « Oh ! Susanna », qui deviendra l'hymne des chercheurs d'or de Californie en 1848/1849. En 1849, il publie un recueil de  Mélodies éthiopiennes par Foster, qui inclut la chanson Nelly Was a Lady, rendue célèbre par les Christy Minstrels.
La même année, il revient en Pennsylvanie et signe un contrat avec les Christy's Minstrels (en). C'est durant cette période que Foster écrit la plupart de ses chansons les plus connues : Camptown Races (1850), Nelly Bly (1850), Old Folks at Home (connue aussi comme Swanee River, 1851), My Old Kentucky Home (1853), Old Dog Tray (1853), Hard Times Come Again No More (1854) et Jeannie With the Light Brown Hair (1854), inspirée par son épouse Jane McDowall.
Plusieurs des chansons de Foster étaient issues de la tradition populaire des chansons de Minstrels. Foster cherchait, selon ses propres mots, « à développer le goût… parmi les personnes raffinées, en écrivant des paroles appropriées à leur goût, au lieu des mots sans valeur et vraiment blessants qui appartiennent à quelques chansons de cette catégorie. » Il a éduqué les interprètes blancs de ses chansons à ne pas se moquer des esclaves, mais à faire ressentir au public de la compassion pour eux.
Bien que plusieurs de ses chansons soient inspirées par des thèmes sudistes, Foster ne visita qu'une seule fois le sud des États-Unis, à bord d'un steamboat le long du Mississippi jusqu'à la Nouvelle-Orléans en 1852 lors de son voyage de noces.
Stephen Foster a tenté de mener une carrière professionnelle de compositeur de chansons et peut être considéré comme un pionnier à cet égard, puisque cette catégorie n'existait pas encore dans le sens moderne du terme. En conséquence, en partie du fait des faibles revenus et droits d'auteurs dont disposaient les compositeurs de musique de l'époque, Foster tira très peu de bénéfices du produit de ses partitions imprimées. De nombreux éditeurs ont souvent imprimé leurs propres éditions concurrentes des airs de Foster, sans payer de droits au compositeur. Pour « Oh, Susanna » il ne fut payé que 100 dollars.
Foster partit pour New York en 1860. Environ un an après, son épouse et sa fille repartirent pour Pittsburgh. Au début de l'année 1862, ses revenus diminuèrent, ainsi que la qualité de ses nouvelles chansons. Au début de 1863, il commença à travailler avec George Cooper dont les textes de chansons étaient souvent pleins d'humour et conçus pour le public des théâtres. La guerre de Sécession précipita la ruine du compositeur.

## Décès et commémorations
Stephen Foster meurt le 13 janvier 1864, à l'âge de 37 ans, réduit à la pauvreté et résidant dans un hôtel de l'East Side de Manhattan avec seulement 38 dollars. Dans sa poche on trouva un morceau de papier avec seulement écrit un énigmatique, « chers amis et cœurs doux ». Son frère Henry a décrit l'accident qui se déroula dans l'hôtel : confiné au lit pendant des jours à cause d'une fièvre persistante, Stephen Foster essaya d'appeler la femme de chambre, mais effondré, il tomba contre le lavabo à côté de son lit et se brisa la tête. Il fallut trois heures pour le conduire à l'hôpital, il succomba après trois jours d'agonie.
Il est enterré au cimetière d'Allegheny à Pittsburgh, (Pennsylvanie). Une de ses chansons les plus populaires, Beautiful Dreamer, fut éditée peu de temps après sa mort.
Son frère, Morrison Foster, fut en grande partie responsable de la compilation de ses œuvres et écrivit une courte biographie.
Foster fut honoré sur le campus de l'université de Pittsburgh par le mémorial Stephen Foster (en), ainsi que par un musée en son honneur.
Stephen Foster a été classé dans le Songwriters Hall of Fame en 1970.

### Sources
- Biographical sketch